# Rensho
De rensho (Japans: 連署), letterlijk "co-tekenaar", was de assistant van de shikken (regent) tijdens het Kamakura-shogunaat in Japan.
De rensho plaatste zijn handtekening naast die van de shikken op officiële stukken. In 1224 stelde de derde shikken, Hojo Yasutoki, Hojo Tokifusa aan als de eerste rensho. Vanaf dat moment werd de rensho gekozen uit invloedrijke leden van de Hojo-clan, maar niet uit de hoofdtak van de clan (tokuso), met als uitzondering Tokimune.

## Lijst van rensho
Opmerking: Er zijn drie Hojo Shigetoki's, alle drie verschillende personen

- 1225–1240: Hojo Tokifusa
- 1247–1256: Hojo Shigetoki
- 1256–1264: Hojo Masamura
- 1264–1268: Hojo Tokimune
- 1268–1273: Hojo Masamura
- 1273–1277: Hojo Yoshimasa
- 1283–1287: Hojo Shigetoki
- 1287–1301: Hojo Nobutoki
- 1301–1305: Hojo Tokimura
- 1305–1311: Hojo Munenobu
- 1311–1312: Hojo Hirotoki
- 1315–1326: Hojo Sadaaki
- 1326–1327: Hojo Koresada
- 1330–1333: Hojo Shigetoki

## Opmerkingen en referenties
1. 1 2 3 4  Iwanami Kōjien, "Rensho"

- Iwanami Kōjien (広辞苑) Japans woordenboek, 5de Editie (2000)